# 葡萄牙淵眼魚
葡萄牙淵眼魚，為黑頭魚科的其中一種，為深海魚類，分布於東大西洋愛爾蘭西南與葡萄牙外海、喀麥隆至安哥拉海域，棲息深度2010-5057公尺，體長可達37公分，棲息在中層水域，生活習性不明。

## 扩展阅读
維基物種上的相關：葡萄牙淵眼魚